# Siret
Siret är en 690 kilometer lång vänsterbiflod till Donau, som rinner genom Ukraina och Rumänien. Siret rinner upp i östra Karpaterna i Ukraina och dess avrinningsområde är 44 000 kvadratkilometer stort. Den rinner sedan huvudsakligen söderut till sitt utopp i Donau uppströms Galați. Sirets största biflod är Bistrița. och en annan biflod är Moldova som gett namn åt Moldavien.